# Thomas Arne
Thomas Augustine Arne (12 de març de 1710 - 5 de març de 1778) fou un compositor anglès conegut sobretot per la seva melodia patriòtica Rule Britannia que es correspon amb el final de la seva masque Alfred (1740). El seu estil va del Barroc al Classicisme en l'anomenat estil galant. És considerat un dels principals compositors anglesos d'òpera del segle xviii junt amb William Shield.
Fill d'un tapisser londinenc, va estudiar de manera autodidacta i en secret composició i tècniques instrumentals amb l'ajuda d'un músic de l'òpera. Impressionat amb aquest gènere musical, va tenir un èxit precoç amb la seva primera òpera Rosamond (1733) i després es va concentrar gairebé exclusivament en el teatre. Tingué per alumna la cantant Charlotte Brent, la qual durant el temps dels seus estudis fou la seva amant. Charlotte, era esposa del compositor Thomas Pinto.
Se'l recorda gairebé exclusivament per Rule Britannia, sobretot al Regne Unit on és freqüentment cantat. Fou un més dels compositors britànics eclipsats per Händel, però va escriure una trentena de mascarades (Artaxerxes la més reeixida), música per escena (algunes per a obres de Shakespeare), 7 sonates per clavecí, 6 concerts per a orgue, obertures, simfonies, 2 oratoris (Abel i Judith), etc.